# Scuderia Famà
Scuderia Famà – były włoski zespół wyścigowy, założony przez Nino Fame. Ekipa  pojawiała się w stawce World Series by Nissan, Włoskiej Formuły 3, Europejskiej Formuły 3000 oraz Międzynarodowej Formuły Masters. Siedziba zespołu znajdowała się we włoskiej miejscowości Castelvetro di Modena.
W World Series by Nissan zespół startował w latach 1998-2001. I właściwie pierwsze dwa sezony były jedynymi udanymi sezonami dla zespołu. Działo się tak za sprawą Portugalczyka Manuela Gião, który najpierw był trzeci w klasyfikacji generalnej, a rok później zacięcie walczył z Fernando Alonso o mistrzowski tytuł ustępując Hiszpanowi o zaledwie jeden punkt. W tych to sezonach zespół święcił tytuły wicemistrzowskie. Po roku słabszych startów, w 2001 roku do zespołu powrócił Manuel Gião, jednak tym razem był tylko siódmy w klasyfikacji końcowej. Zespół został sklasyfikowany na szóstej pozycji.